# 1951年黄金海岸大选
1951年2月8日，英國殖民地黄金海岸举行大选。虽说黄金海岸自1925年起就举行了立法选举，但由于立法会没有完全立法权，且投票权仅限于符合财产要求的城市地区居民和酋长。因此1951年的选举是在非洲的首次在普选制下举行的选举。

## 背景
随着要求组建自治政府的呼声日渐增多，如1948年阿克拉骚乱（此次骚乱导致六人团被捕）。于是，库西委员会受英国政府委托，其结果为1951年《库西宪法》的出台，该宪法赋予非洲人在行政委员会中的多数地位，并设立一个由84名议员组成的立法议会，其中38人由选举产生，37人由领土委员会中产生，6人从商会代表中产生以代表商会利益，3人由总督直接任命，而那些代表商会利益的并由总督任命的成员都为白人。

## 竞选活动
共有117名候选人参加了对38个议席的竞选竞争。除了两个主要政党大会人民党和黄金海岸统一大会党参与竞选竞争，剩余几个高度集中于地区的小党国家民主党，几位独立候选人，以及Asante Kotoko党也都参与此次选举。大会人民党总书记科乔·博特西奥在没有竞争对手的情况下赢得温尼巴的席位，仅有他一位竞选人做到这点。
恩克鲁玛的助手、后来任财政部长科姆拉·阿格贝利·格贝德玛被认为组织了大会人民党于整个选举期间的竞选活动，当时恩克鲁玛还被殖民政府关押在詹姆斯堡监狱。其后，恩克鲁玛正式赢得阿克拉中央市的议席。

## 选举结果
夸梅·恩克鲁玛的人民大会党赢得议会38个议席中的34个，在城市地区获得全部5个议席和近95%的选票；恩克鲁玛本人以23122张选票中的22780张赢得了阿克拉中心的议席。在农村地区，人民大会党赢得了33个席位中的29个，获得了大约72%的选票。主要的反对派—黄金海岸统一大会党在此次选举表现糟糕，只赢得了两个议席。选举后，黄金海岸统一大会党解散。统一大会党的前党员继续组建加纳大会党（后为联合党）。其他政党在选举中几乎没取得任何成果。
人民大会党在议会中还得到了22名间接选举产生的议员的支持，因此在84个席位中占据了56个席位。
| 政党                         | 政党               | 城市地区 (直选) | 城市地区 (直选) | 城市地区 (直选) | 农村地区 (选举团) | 农村地区 (选举团) | 农村地区 (选举团) | 总席数 |
| 政党                         | 政党               | 票数            | %               | 席数            | 票数              | %                 | 席数              | 总席数 |
| ---------------------------- | ------------------ | --------------- | --------------- | --------------- | ----------------- | ----------------- | ----------------- | ------ |
|                              | 人民大会党         | 58,585          | 91.31           | 5               | 1,950             | 71.88             | 29                | 34     |
|                              | 其他               | 5,574           | 8.69            | 0               | 763               | 28.12             | 4                 | 4      |
| 总共                         | 总共               | 64,159          | 100.00          | 5               | 2,713             | 100.00            | 33                | 38     |
|                              |                    |                 |                 |                 |                   |                   |                   |        |
| 已登记选民／投票率           | 已登记选民／投票率 | 90,725          | –               |                 |                   |                   |                   |        |
| 资料来源：Sternberger et al. |                    |                 |                 |                 |                   |                   |                   |        |

## 后果
人民大会党赢得阿克拉中心区的议席后，恩克鲁玛被释放出狱，并被任命为“政府事务领导人”，次年在宪法修订后成为该国首任总理。
1954年颁布了另一部新宪法，随后在同年举行选举，人民大会党依旧胜选。在恩克鲁玛的政党于1956年再次取得选举胜利后，黄金海岸于1957年3月6日成为首个获得独立的撒哈拉以南非洲国家（除南非外），并将国名改称加纳。